# UFC Fight Night: Santos vs. Anders
UFC Fight Night: Santos vs. Anders (também conhecido como UFC Fight Night 137) foi um evento de MMA produzido pelo Ultimate Fighting Championship no dia 22 de Setembro de 2018, no Ginásio do Ibirapuera em São Paulo.

## Bônus da Noite
Os lutadores receberam $50.000 de bônus:
- Luta da Noite:  Thiago Santos vs.  Eryk Anders
- Performance da Noite:  Antônio Rogério Nogueira e  Charles Oliveira